# Franz Halberg
 (janvier 2012).
Si vous disposez d'ouvrages ou d'articles de référence ou si vous connaissez des sites web de qualité traitant du thème abordé ici, merci de compléter l'article en donnant les références utiles à sa vérifiabilité et en les liant à la section « Notes et références ».
Pour l’article ayant un titre homophone, voir Halberg (homonymie).
Franz Halberg (5 juillet 1919 à Bistrița - 9 juin 2013 à Minneapolis) est un biologiste roumain comptant parmi les fondateurs de la chronobiologie moderne[réf. nécessaire].
Il commence ses expériences dans les années 1940 et fonde par la suite le Laboratoire de chronobiologie à l'Université du Minnesota. Halberg a également publié de nombreux articles dans les périodiques de la Commission de l'Association internationale de géomagnétisme et d'aéronomie (History Commission of International Association of Geomagnetism and Aeronomy), édités par Wilfried Schröder.
Il a aussi publié dans la revue Wege zur Wissenschaft (Les chemins de la science) du même éditeur. Il fut membre de nombreux organismes internationaux et reçut cinq titres de docteur honoris causa.
Il a de plus été membre de la Leibniz Sozietät der Wissenschaften zu Berlin (Société Leibniz des sciences de Berlin).